# トコトンで行こう!
『トコトンで行こう!』（-でいこう）は、1995年3月15日に発売されたウルフルズ6枚目のシングル。発売元は東芝EMI。

## 解説
CDショップにウルフルズのコーナーを作る戦略として本作から、8枚目のシングル『SUN SUN SUN'95』まで、12cmシングルが隔月で連続リリースされた。

## 収録曲
全曲　編曲：ウルフルズ、伊藤銀次
1. トコトンで行こう!
  - 作詞・作曲：トータス松本、伊藤銀次
2. 安産ママ
  - 作詞・作曲：トータス松本
3. それがドーシタ
  - 作詞・作曲：トータス松本、伊藤銀次

## タイアップ
「安産ママ」はフジテレビの深夜番組『快楽妊婦』エンディングテーマ。